# Альянс Франсез
Алья́нс Франсе́з (фр. Alliance française) — культурно-просветительская некоммерческая общественная организация, осуществляющая свою деятельность при поддержке Посольств Франции.

## Миссия и задачи организации
Альянс Франсез создана с целью расширения культурного разнообразия и поощрения диалога культур.— Жак Ширак
Миссия организации заключается в распространении французского языка и культуры во всем мире, в поощрении диалога культур.
Задачи Альянс Франсез:
- Сотрудничество в области образования, языка и культуры;
- Распространение французского языка на территории деятельности организации;
- Объединение всех желающих повысить свои знания в области французского языка и культуры Франции;
- Развитие культурных обменов, содействующих сближению культур[3].

## Основание организации «Альянс Франсез»
Французская ассоциация «Альянс Франсез» была основана в Париже 21 июля 1883 года по инициативе известного дипломата Поля Камбона с целью распространения французского языка по всему миру и содействия диалогу культур.
Уже в следующем году открылось отделение «Французского Альянса» в Париже, в административный совет которого вошли Луи Пастер, Эрнест Ренан и Жюль Верн.
24 января 1884 года постановлением Министерства внутренних дел Ассоциация получила одобрение на свою деятельность.
Официальной датой основания Альянс Франсез считается 10 марта 1884 года — день принятия её устава Генеральной Ассамблеей.

## Альянс Франсез в мире
На сегодняшний день Альянс Франсез насчитывает 1072 представительства в 146 странах, где обучаются около 500 000 студентов.
Отделения Альянс Франсез в XXI в. помимо деятельности по обучению французскому языку, выполняют и функции культурных центров, занимаясь организацией гастролей театральных коллективов и музыкальных ансамблей с родины Мольера.
Под патронажем организации приглашенные французские музыканты, актеры и хореографы проводят мастер-классы, устраивают выставки художники, организуются различного рода конкурсы.
В рамках ежегодного Праздника чтения организуются встречи с франкоязычными писателями, проходит неделя показа французских фильмов, отмечается праздник франкофонии.
«Альянс Франсез — Париж» играет определяющую роль в деятельности представительств в других городах по всему миру:
- обеспечивает единство, сплоченность и постоянство аппарата всей сети представительств;
- следит за поддержанием устава и общественной деятельностью организаций[5].